# Tudor Arghezi
Tudor Arghezi (AFI [ˈtudor arˈɡezi]), pseudònim de Ion Theodorescu Nae (21 de maig de 1880, Bucarest-. ídem 14 de juliol de 1967) fou un escriptor romanès, conegut per la seva contribució al desenvolupament de la poesia romanesa sota la influència de Baudelaire.
La seva obra poètica, d'una originalitat exemplar, representa una altra època notable de la literatura romanesa.
Va escriure, entre d'altres, teatre, prosa (en particular les novel·les Cimitirul Buna Vestire i Ochii Maicii Domnului), pamflets, així com literatura infantil. Fou un dels autors més controvertits de tota la literatura romanesa.
El pseudònim d'Arghezi, explica l'escriptor, prové d'Argesis - l'antic nom del riu Argeş. Ovid S. Crohmălniceanu proposa, en un estudi consagrat a l'obra del poeta, dins d'Istoria literaturii române între cele două războaie mondiale una altra explicació, segons la qual el pseudònim vindria de la fusió dels noms de dos famosos heretges, Arei i Geza. Segons una altra hipòtesi, el nom podria venir del nom de la mainadera (Ergézi Rozália) que en realitat seria la veritable mare.

## Biografia

### Primers anys
Ion Nicolae Theodorescu nasqué el 21 de maig de 1880 a Bucarest, del matrimoni entre Rozalia Arghesi i Nicolae Theodorescu sènior. En considerar el seu patronímic massa banal, va prendre el pseudònim de Tudor Arghezi.
Es va graduar al Col·legi Nacional Sant Savà, a l'octubre de 1891, va començar a treballar per pagar-se els seus estudis, i va debutar el 1896, publicant versos a la revista Liga Ortodoxa d'Alexandru Macedonski sota el nom d'"Ion Theo". Poc després, Macedonski, l'herald del moviment simbolista a Romania, va publicar els seus elogis per al jove poeta:
| « | Aquest jove, en una època en què jo xafardejava el vers, trenca amb una atrevida audàcia, però fins a l'actualitat coronada per l'èxit més brillant, amb tota la tècnica de versificació, amb totes les banalitats d'imatges i idees, el que durant molt de temps ens han explicat, aquí i a fora, com a culminació de la poètica i l'art." | » |

Va començar a manifestar la seva admiració pel simbolisme i altres tendències pròpies d'aquest moviment (com ara la secessió de Viena) en els seus articles de l'època, tot i polemitzar amb George Panu de Junimea sobre l'actitud crítica d'aquest últim envers la literatura modernista. El 1904, ell i Vasile Demetrius van publicar la seva pròpia revista, Linia Dreaptă, que va deixar d'aparèixer després de només cinc números. Arghezi, Gala Galaction i Demetrius van mantenir una estreta amistat, com ho demostra el testimoni de la seva filla, l'actriu i novel·lista Lucia Demetrius.
Després d'un període de quatre anys com a monjo ortodox al monestir de Cernica, va viatjar a l'estranger el 1905. Va visitar París i després es va traslladar a Friburg, on va escriure poesia i va assistir a cursos a la universitat local; insatisfet amb l'enfocament catòlic romà encoratjat per aquesta última, es va traslladar a Ginebra, on va treballar en un taller de joieria.
Durant la revolta dels camperols romanesos de 1907, el poeta, conegut pel seu discurs d'esquerres i crític amb la violenta repressió del moviment camperol, va ser vigilat per les autoritats suïsses; un diari local va afirmar que el correu d'Arghezi havia estat manipulat, fet que va causar un escàndol que va comportar la renúncia de diversos funcionaris. Les notícies que va recollir de la revolta van deixar una impressió duradora a Arghezi: molt més tard, dedicà un volum sencer als esdeveniments (la seva obra 1907-Peizaje, "Paisatges de 1907", que va descriure com a "tractar amb […] el contrast entre la nació i una abusiva, solitària classe").

### Durant ladècada del 1910
Va tornar a Romania el 1910 i va publicar obres a Viața Românească, Teatru, Rampa, i a les revistes de Nicolae Cocea Facla i Viața Socială, a més d'editar la revista Cronica en col·laboració amb Galaction; fou en un moment en què va tenir una prolífica activitat literària, escrivint lletres, fullets polítics i articles polèmics amb els quals va guanyar notorietat en els cercles teatrals, polítics i literaris de l'època. Cocea va contribuir a l'èxit d'Arghezi publicant un dels primers poemes del poeta, Rugă de seară ("Pregària de vespre").
Durant aquest període, Arghezi es va convertir en un prominent crític d'art i va defensar Ștefan Luchian, un pintor que patia d'esclerosi múltiple i va ser acusat de frau (a causa de la sospita que no podia pintar, però permetia que altres signessin llurs pròpies obres amb el seu nom).
Va estar present amb regularitat al Kübler Cafè de Bucarest, on es va formar un cercle d'artistes i intel·lectuals bohemis, que incloïa els escriptors Ion Minulescu, Liviu Rebreanu, Eugen Lovinescu, Victor Eftimiu, Mihail Sorbul i Corneliu Moldovanu, així com els pintors Iosif Iser, Alexandru Satmari, Jean Alexandru Steriadi, the composer Alfons Castaldi, i el col·leccionista d'art Krikor Zambaccian. Segons Zambaccian, Arghezi era molt rarament vist a l'altre gran espai literari de Bucarest, la Casa Capșa. eEn aquella època, era també un associat del controvertit polític i patró de les arts Alexandru Bogdan-Pitești, i assistia regularment, junt amb Galaction, Cocea, Minulescu, Adrian Maniu i diversos artistes visuals, en el cercle creat per Maniu a Știrbey-Vodă, prop del parc Cișmigiu. També va escriure un poema dedicat a Bogdan-Pitesti.
Després de l'esclat de la Primera Guerra Mundial, Arghezi va escriure contra el camp polític liderat pel Partit Liberal Nacional i el grup al voltant de Take Ionescu; ambdós tenien com a objectiu que Romania entrés al conflicte del costat de l'Entesa (com a intent de conquistar Trasnssilvània d'Àustria-Hongria); en canvi, era partidari de la unió de Bessaràbia amb el Vell Regne de Romania i detestava l'aliança implícita amb la Rússia Imperial. El 1915, va escriure:
"Una guerra bàrbara. Un cop, havíem compromès el nostre deure de lluitar contra la cursa armamentista dels estats civilitzats. Amb cada nounat, també es va crear la quantitat de matèria explosiva destinada a suprimir-lo. Com que els avenços i "perspectives racionals" eren considerats com a calamitats, les fàbriques d'armes i municions augmentaven els dipòsits d'obussos, fabricaven l'artilleria utilitzada en l'extermini."

### Ocupació alemanya i presó de Văcărești
Va col·laborar amb les autoritats alemanyes que havien ocupat la major part de Romania a finals de 1916 (vegeu Front de Romania), i va escriure articles per al diari proalemany Gazeta Bucureștilor; fou un dels intel·lectuals que ho van fer; entre aquests s'inclouen Bogdan-Pitești, Galaction, Constantin Stere, Dimitrie D. Pătrășcanu, Alexandru Marghiloman, Ioan Slavici, Grigore Antipa, i Simion Mehedinți.
Arrestada juntament amb onze periodistes i escriptors, entre ells Slavici, va ser acusat de "col·laboració amb l'enemic" per les seves activitats anti-Entesa. Segons el propi Arghezi, el comissionat reial encarregat de la investigació havia mantingut inicialment el grup aïllat en un hotel de Bucarest, amb l'argument que eren un perill constant per a les forces aliades a Bucarest.
Sentenciat i empresonat a la presó de Văcărești, Arghezi va advocar per la seva causa en cartes i peticions adreçades a un "senyor general", que s'ha identificat provisionalment amb primer ministre Artur Văitoianu, on demanava que el posessin en llibertat condicional després que el seu fill il·legítim, Eli Lotar, nascut de la relació amb Constanța Zissu, que havia nascut el 1905, marxés de casa i desaparegués. Tot i llur rivalitat política, Nicolae Iorga, que havia donat el seu ple suport a l'Entesa durant la guerra, va demanar repetidament a les autoritats que perdonessin Arghezi sense condicions; Finalment, es va accedir a la seva petició, i Arghezi va ser alliberat a les darreries de 1919. Tot i expressar el seu agraïment a Iorga per la seva intervenció, va continuar oposant-s'hi sobre diversos temes, i la polèmica, convertida en sarcàstica, va perllongar-se durant les dues dècades següents.

### Literatura d'entreguerres
El 1927 va publicar el seu primer recull de poemes, titulat Cuvinte Potrivite ("Paraules apropiades"), que feu que el diari poporanista Viața Românească' de Mihai Ralea lloés Arghezi com "el nostre poeta més gran des d'Eminescu" (tot comparant la seva "barreja del sublim i l'incòmode" al "nihilisme"). La revista d'avantguarda Integral va exaltar Arghezi amb una tirada especial el 1925 - en ella, Benjamin Fondane va escriure: "Arghezi s'oposa a totes les coses: en la seva poesia, contra l'eloqüència, a favor de restablir la modèstia, la decència […] en la seva prosa, contra la covardia en l'expressió, a favor de la violència i la indecència".
Arghezi estava al càrrec del diari satíric Bilete de Papagal i va publicar el seu primer llibre de prosa, Icoane de Lemn ("Icones de fusta"), el 1928. El 1932, va publicar Flori de Mucigai ("Flors de míldiu") i Poarta Neagră ("La porta negra") - col·leccions de poesia inspirades en els anys que va passar a la presó (en si mateix, un tema mai abans utilitzat en la poesia romanesa)i influenciat per les obres de Charles Baudelaire i alters simbolistes. També va començar a escriure les obres que el feren més familiar per al públic, els seus poemes i les seves històries curtes per a nens. Entre les més famoses es poden esmentar Cartea cu Jucării ("El llibre de joguines"), Cântec de Adormit Mitzura ("Cançó per a adormir Mitzura"), Buruieni ("Males herbes") i, la més popular de totes, Zdreanță ("Drap"), sobre un adorable gos mesclat.
En 1933-1934, va completar dues peces satíriques, la novel·la distòpica Tablete din Țara de Kuty, povestiri swiftiene ("Tauletes de la Terra de Kuty, històries swiftianes") i Cimitirul Buna-Vestire ("Cementiri Buna-Vestire" -un fulletó a gran escala descrit com una "novel·la aparent" per George Călinescu), així com una llarga novel·la sobre el tema de l'amor matern i la devoció filial, Ochii Maicii Domnului ("Els ulls de la Mare de Déu").
Va visitar rutinàriament mostres d'art al llarg dels anys vint (acompanyat de Vasile i Lucia Demetrius), i va ajudanr establir la reputació artística de pintors com Oscar Han, Nicolae Dărăscu, Camil Ressu, Francisc Șirato, i Nicolae Vermont. És també l'autor del prefaci al primer catàleg artístic de Nicolae Tonitza, i va acollir Arta Română, el grup modernista establert per Tonitza i Gheorghe Petrașcu el 1920. A mitjans dels anys trenta, Arghezi va aportar la crònica d'art al diari Mișcarea - portaveu del Partit Liberal Nacional-Brătianu.

### Polèmica d'entreguerres
El 1934, les seves obres líriques van ser víctimes d'atacs virulents Nicolae Iorga, el qual els veia com a "inclusius de tots els conceptes més repulsius i tots els més trivials"; aquesta mena d'acusacions contra Arghezi i el grup d'escriptors al voltant d'ell es van convertir en un tema habitual en la premsa de la Guàrdia de Ferro - publicada a Sfarmă-Piatră. Vintilă Horia va acusar Arghezi d'"adhesió voluntària a la pornografia" i de "traïció". Aquesta última afirmació se centrava en la col·laboració anterior d'Arghezi amb Gândirea - el diari publicat per Nichifor Crainic, una figura intel·lectual de l'extrema dreta que compartia el tradicionalisme religiós inicial d'Arghezi. Gândirea i les seves revistes afiliades al·legaven que la influència del pensament de Crainic (Gândirisme) havia tingut un paper important en els primers treballs d'Arghezi, mentre atacaven els seus editors jueus amb insults antisemites (el que implicaria que les seves obres haurien disminuït en qualitat a causa de la seva influència). A aquests, Argezi els va respondre amb una dosi d'ironia: "[…] Mai no he llegit Gândirea, ni tan sols quan hi contribuïa amb articles".
Poc abans de la seva mort, Arghezi va reflexionar sobre el seu estatus en el període d'entreguerres, fent un quadre dramàtic:
"[…] durant un temps, totes les institucions culturals es van associar contra els meus escrits: la Universitat, l'Acadèmia, els poetes, la premsa, la policia, els tribunals, la censura, la gendarmeria i fins i tot els companys més propers."
Les seves actituds polítiques en aquell moment eren més complexes i continuava col·laborant amb publicacions d'esquerres com ara Dimineața i Adevărul al mateix temps que expressa de manera contundent les visions monàrquiques i de suport envers el rei Carles II. Segons alguns punts de vista, Arghezi va desenvolupar una simpatia envers la Guàrdia de Ferro cap a finals de 1930 (el seu poema Făt-Frumos va ser considerat un homenatge al líder del moviment, Corneliu Zelea Codreanu, assassinat a finals del 1938). Aquesta perspectiva, notablement afavorida per l'assagista Alex Mihai Stoenescu, fou posada en qüestió pel crític literari Ion Simuţ, que argumentava que les proves per recolzar-ho eren esporàdiques i contradictòries.

### Segona Guerra Mundial
En 1939, Arghezi, de sobte, va caure greument malalt, i quedà incapacitat per la ciàtica. El dolor extrem i les causes misterioses es van convertir en temes de gran interès, i es rumorejava que la seva era una malaltia sense precedents. Després de l'examen (dificultat per la iatrofòbia d'Arghezi), alguns dels principals metges de Romania, incloent-hi Nicolae Gh. Lupu, George Emil Palade, i Constantin Ion Parhon, va decidir que el nervi ciàtic d'Arghezi estava sent pressionat per un cos desconegut. Dumitru Bagdasar va identificar la causa com un tumor cancerós, i Arghezi es va sotmetre a radioteràpia- el veredicte i el sofriment van fer que el poeta mantingués una animositat creixent cap a Bagdasar, que més tard va expressar per escrit. Adesprés d'un període de deteriorament, va recuperar la seva salut inesperadament.
Durant la Segona Guerra Mundial, el periòdic Informația Zilei va assumir la publicació dels comentaris d'Arghezi, com una columna amb el nom de la seva antiga revista, Bilete de Papagal. El 1943, va publicar sàtires virulentes del govern romanès, el seu cap militar - Ion Antonescu, i la lleialtat de Romania a l'Alemanya nazi (vegeu Romania durant la Segona Guerra Mundial). El 30 de setembre de 1943, Arghezi va provocar una indignació i un petit escàndol polític, després de publicar el seu atac més radical, un dirigit a l'ambaixador alemany Manfred von Killinger - Baroane ("Baró!" o "Tu, Baró"). La peça se centrava en les acusacions de dominació política i econòmica:
| « | Una flor va florir al meu jardí, una com un ocell vermell encès, amb un nucli daurat. Vós la vareu fer malbé. Vareu posar les vostres grapes sobre ella i ara s'ha assecat. Em va donar espícules a la terra com la tórtora i vós la vareu trencar. Vareu treure els fruits del meu hort i us els vareu endur. Vós vareu posar deu mil narius a la roca de les meves fonts, les vareu xuclar fins als fons i les vareu assecar, Els motius i les bales romanen darrere vostre a les muntanyes i el desolat desert groc a la plana. I de tots els ocells amb paraules de cant, em deixareu les graules. | » |

Les autoritats van confiscar tota la tirada i l'autor va ser empresonat sense judici en un camp penitenciari proper a Târgu Jiu, on també hi havia empresonats els líders polítics comunistes Gheorghe Gheorghiu-Dej, Nicolae Ceausescu i Ion Gheorghe Maurer. Va ser alliberat el 1944, només dies després del cop del rei Miquel, que va provocar la caiguda del règim d'Antonescu.

### Arghezi i el règim comunista
Intel·lectual controvertit, Arghezi va tenir una relació fluctuant amb el recentment establert règim comunista. Tot i que va ser guardonat amb diversos premis literaris durant el període de transició induïda a una república popular, es va convertir en un ferotge crític de la censura i agitprop, com el control de l'estat en els mitjans de comunicació, i va ser assenyalat com un poeta decadent poc després que les institucions republicanes dominades pel comunisme prenguessin el poder (1948). Una sèrie d'articles escrits per Miron Radu Paraschivescu i Sorin Toma (fill de la figura literària estalinista Alexandru Toma) en l'òrgan oficial de premsa del Partit Comunista de Romania, Scînteia, es descrivien les seves obres com a originades per la "bogeria violenta" d'Arghezi, anomenava el seu estil "fenomen patològic" i representava l'autor com "el principal poeta de la burgesia romanesa"; els articles es titulaven Poezia Putrefacţiei sau Putrefacția Poeziei ("Poesia de putrefacció o putrefacció de poesia", en referència a l'obra de Karl Marx La misèria de la filosofia - el títol del qual, al seu torn, fou objecte de burla a l'obra de Pierre-Joseph Proudhon Filosofia de misèria).
L'escriptor va haver de retirar-se de la vida pública, i passà la major part d'aquests anys a la casa de la seva propietat a Văcărești, Bucarest, la qual anomenava Mărțișor (el nom avui continua sent el mateix); la seva principal font d'ingressos provenia de la venda de les cireres que produïa el terreny circumdant.
No obstant això, quan Gheorghe Gheorghiu-Dej, que també estigué internat al camp penitenciari a prop de Târgu Jiu, va consolidar el seu poder sobre l'estat i el partit després de 1952, Arghezi va ser descobert com un actiu per al nou to, més "nacional", del règim; com diverses altres figures culturals censurades, va rebre una visita de Miron Constantinescu, l'activista comunista que vigilava el procés de rehabilitació).
Una vegada exonerat, va començar a rebre nombrosos títols i premis. Arghezi va ser elegit membre de l'Acadèmia Romanesa el 1955, i fou celebrat com a poeta nacional en el seu 80è i 85è aniversaris. Tot i que mai va esdevenir realista socialista, va adaptar els seus temes als requisits, com ho va fer a Cântare Omului ("Cançons humanes") i 1907. El 1965, Arghezi també va aconseguir el reconeixement a l'estranger en ser guardonat amb el Premi Herder.
La misteriosa malaltia d'Arghezi va ressorgir amb els mateixos símptomes el 1955, i fou internat ràpidament a cura d'Ion Făgărășanu. Es va diagnosticar una infecció crònica que s'havia originat en la cirurgia que havia sofert el 1934, i que li havia provocat un abscés a la zona al voltant de les seves vèrtebres lumbars; va ser donat d'alta després d'acabar un tractament que va incloure injeccions d'estreptomicina.
El 1965 fou nominat al Premi Nobel de Literatura. La nominació provenia del filòleg italià Angelo Monteverdi.
Va morir i va ser enterrat al jardí de la seva casa al costat de la seva esposa, Paraschiva, el 1967 (ella havia mort l'any anterior), amb un enorme i pompós funeral orquestrat pels funcionaris del Partit Comunista. La seva casa és ara un museu. Va ser administrat per la seva filla, Mitzura fins a la seva mort el 2015. Arghezi i Paraschiva també van tenir un fill, conegut com a Baruțu, tot i que en realitat es diu Iosif.

## Obra d'Arghezi
Arghezi és potser la figura més llampant de la literatura romanesa d'entreguerres i un dels grans poetes del segle xx. La frescor del seu vocabulari representa una síntesi més original entre els estils tradicionals i el modernisme. Ha deixat una vasta obra, que inclou poesia, novel·les, assaigs, periodisme, traduccions i lletres.
L'impacte dels seus escrits sobre el llenguatge poètic romanès va ser revolucionari, a través de la creació d'insòlites estructures líriques, nous subgèneres en la prosa, com la novel·la poètica, la "tauleta" (tableta) i el "bitllet" (biletul). Va excel·lir en formulacions poderoses i concises, el valor de xoc de les quals va explotar per a sorprendre el pensament mandrós o conformista, i els seus escrits abunden en paradoxes, així com en arguments metafísics o religiosos. Evidenciant el paper principal del gènere satíric a través de la carrera literària d'Arghezi, George Călinescu va argumentar que s'havia convertit en un factor que contribuïa en la major part de la seva poesia i prosa de ficció.
Arghezi va restablir una estètica del grotesc i va experimentar de llarg amb la mètrica. En gran part de la seva poesia (especialment en les seves obres Flori de mucigai i Hore), Arghezi també construí sobre una tradició d'argot, i creà una atmosfera que, segons Călinescu, recorda l'univers d'Anton Pann, així com el de Salvatore Di Giacomo i Cesare Pascarella. Va introduir un vocabulari de lletjor intencional i putrefacció, amb l'objectiu manifest d'estendre els límits del llenguatge poètic, el tema principal en la seva obra Cuvinte Potrivite; no obstant això, l'altra meitat de l'univers poètic d'Arghezi era el de la vida familiar, la infància i els petits espais familiars, representats en poemes minuciosament detallats. En una època en què la idea de la impossibilitat de la comunicació era la moda, es va enfrontar als seus contemporanis a través de la seva ferma convicció en el poder de la paraula escrita per comunicar idees i sentiments: va ser descrit per Tudor Vianu com "un poeta lluitador, subjecte a atacs, així com a tornar-los ".
Malgrat la seva associació amb el règim comunista, Arghezi és àmpliament reconegut com una important figura literària. la seva obra ha estat tradicionalment un element bàsic dels llibres de text de la literatura romanesa durant dècades.

### Publicacions
- Cuvinte potrivite [Paraules apropiades], poesies, 1927
- Icoana de lemn [Icona de fusta], tauletes, 1929
- Poarta neagră [La porta negra], tauletes, 1930
- Flori de mucegai [Flors de míldiu], poesies, 1931
- Cartea cu jucării [Llibre amb joguines], poesies, 1931
- Tablete din Țara de Kuty [Tauletes (episodis) del país de Kuty], històries swiftianes, 1933
- Ochii Maicii Domnului [Ulls de la Mare de Déu], 1934
- Cărticica de seară [El llibret de la tarda], poesies, 1935
- Cimitirul Buna-Vestire [Cementiri de l'Anunciació], novel·la parabòlica, 1934
- Versuri [Versos], 1936
- Ce-ai cu mine vântule? [Què té amb mi el ventet ?], 1937
- Lina, novel·la, 1942
- Eminescu, estudi crític, 1943
- Versuri alese [Versos seleccionats], 1946
- Bilete de papagal [Bitllets de papagai], 1946
- Una sută una poeme [Cent un pomes], 1947
- Prisaca, 1948, poemes per a nens
- 1907-Peizaje [1907-Paisatge], 1955
- Pagini din trecut [Pàgines d'antany], 1955
- Cântare omului [El cant dels homes], 1955
- Frunze [Fulles], 1961
- Poeme noi [Poemes nous], 1963
- Cadențe [Cadència], 1964
- Silabe [Síl·labes], 1965
- Răzlețe [Solitari], 1965
- Versuri lungi [Versos llargs], 1965
- Ritmuri [Ritmes], 1966
- Litanii [Lletanies], 1967
- Noaptea [A la nit], 1967
- O Furnică [Una formiga]
- Testament